# Zaleszany (obwód brzeski)
Zaleszany (biał. Заляшаны, Zalaszany; ros. Залешаны, Zaleszany) – wieś na Białorusi, w obwodzie brzeskim, w rejonie kamienieckim, w sielsowiecie Dmitrowicze, w granicach Parku Narodowego „Puszcza Białowieska”.

## Historia
Pod zaborami i w II Rzeczypospolitej wieś i folwark. W XIX i w początkach XX w. położone były w Rosji, w guberni grodzieńskiej, w powiecie brzeskim, w gminie Dmitrowicze.
W dwudziestoleciu międzywojennym leżały w Polsce, w województwie poleskim, w powiecie brzeskim, w gminie Dmitrowicze. W 1921 wieś liczyła 12 mieszkańców, zamieszkałych w 3 budynkach, wyłącznie Białorusinów wyznania prawosławnego. Folwark liczył zaś 5 mieszkańców, zamieszkałych w 1 budynku, wyłącznie Polaków. 4 mieszkańców było wyznania rzymskokatolickiego i 1 prawosławnego.
Po II wojnie światowej w granicach Związku Sowieckiego. Od 1991 w niepodległej Białorusi.